# Goričice Dobranske
Goričice Dobranske so naselje na Hrvaškem, ki upravno spada pod občino Generalski Stol Karlovške županije.

## Demografija
| Pregled števila prebivalcev po letih | Pregled števila prebivalcev po letih | Pregled števila prebivalcev po letih | Pregled števila prebivalcev po letih | Pregled števila prebivalcev po letih | Pregled števila prebivalcev po letih | Pregled števila prebivalcev po letih | Pregled števila prebivalcev po letih | Pregled števila prebivalcev po letih | Pregled števila prebivalcev po letih | Pregled števila prebivalcev po letih | Pregled števila prebivalcev po letih | Pregled števila prebivalcev po letih | Pregled števila prebivalcev po letih | Pregled števila prebivalcev po letih |
| ------------------------------------ | ------------------------------------ | ------------------------------------ | ------------------------------------ | ------------------------------------ | ------------------------------------ | ------------------------------------ | ------------------------------------ | ------------------------------------ | ------------------------------------ | ------------------------------------ | ------------------------------------ | ------------------------------------ | ------------------------------------ | ------------------------------------ |
| 1857                                 | 1869                                 | 1880                                 | 1890                                 | 1900                                 | 1910                                 | 1921                                 | 1931                                 | 1948                                 | 1953                                 | 1961                                 | 1971                                 | 1981                                 | 1991                                 | 2001                                 |
| 96                                   | 110                                  | 89                                   | 102                                  | 104                                  | 86                                   | 96                                   | 100                                  | 100                                  | 108                                  | 128                                  | 104                                  | 74                                   | 71                                   | 63                                   |